# Babići (miasto Umag)
Babići (wł. Babici) – wieś w Chorwacji, w żupanii istryjskiej, w mieście Umag. W 2011 roku liczyła 495 mieszkańców.